# Sân bay Bukoba
Sân bay Bukoba (IATA: BKZ, ICAO: HTBU) là một sân bay ở thành phố Bukoba, Tanzania.

## Hãng hàng không và điểm đến
| Hãng hàng không | Các điểm đến    |
| --------------- | --------------- |
| Air Tanzania    | Mwanza          |
| Auric Air       | Mwanza, Rubondo |
| Precision Air   | Mwanza          |